# Kazuki Akane
Kazuki Akane (赤根 和樹?, Akane Kazuki; Osaka, 24 marzo 1962) è un regista giapponese operante nel settore degli anime.

## Biografia
Dopo gli studi viene assunto dallo studio Sunrise, dove collabora con Shōji Kawamori nella realizzazione di I cieli di Escaflowne, successivamente si accasa alla Satelight, per poi iniziare a lavorare come regista e animatore indipendente.

## Filmografia parziale

### Film
- Escaflowne - The Movie (Esukafurōne, 2000)
- Noein (Noein - mō hitori no kimi e, 2005)
- Birdy the Mighty (Tetsuwan Bādī, 2008)
- Hoshiai no Sora (2019)

### Serie
- I cieli di Escaflowne (Tenkū no Esukafurōne, 1996)
- Geneshaft (Jīn Shafuto, 2001)
- Heat Guy J (Hīto Gai Jei, 2002)
- Code Geass: Akito The Exiled (Kōdo Giasu - Hangyaku no Rurūshu, 2012-2016)